# Pallavolo ai IX Giochi asiatici
La pallavolo ai IX Giochi asiatici si è disputata durante la IX edizione dei Giochi asiatici, che si è svolta a Nuova Delhi, in India, nel 1982.

## Podi
| Evento                         | Oro      | Argento  | Bronzo        |
| Pallavolo maschile (dettagli)  | Giappone | Cina     | Corea del Sud |
| Pallavolo femminile (dettagli) | Cina     | Giappone | Corea del Sud |